# Boleslau Sliviany
Boleslau Sliviany, conhecido por Boluca (Curitiba, 11 de fevereiro de 1931 – Curitiba, 27 de abril de 2015), foi um futebolista e jornalista brasileiro.
De ascendência polonesa, foi campeão em 1958 pelo Clube Atlético Paranaense, foi meia de armação (ou volante) e também jogou no Juventus, no Palestra Itália e no Poty do Batel.
Aposentou-se do futebol com apenas 28 anos de idade, pois era formado em Direito e passou a ocupar um cargo de procurador do Conselho Regional de Contabilidade em 1959. Também foi assessor da Federação Paranaense de Futebol e colunista da Tribuna do Paraná.